# Armoriale dei comuni della provincia di Vibo Valentia

Stemma della Provincia di Vibo Valentia

Questa pagina contiene le armi (stemmi e blasonature) dei comuni della Provincia di Vibo Valentia.
| Stemma | Comune e blasonatura | Gonfalone |
| ------ | --- | --------- |
|        | Acquaro Troncato: nel PRIMO d'argento, all'aquila di nero sorante, con ali e capo rivoltato, con la testa volta a destra, coronata all'antica d'oro, ferma con le zampe sulla partizione; nel SECONDO di azzurro, a tre monti all'italiana, uniti, d'argento, fondati in punta, quello centrale, più largo e più alto, cimato da un pino silvestre di verde. Ornamenti esteriori da Comune. Gonfalone: drappo troncato di azzurro e di bianco… |           |
|        | Arena d'azzurro, riporta una torre dalla quale si affaccia un arciere che punta la freccia contro un leone posto alla base. Ornamenti esteriori da Comune. |           |
|        | Briatico |           |
|        | Brognaturo Una brogna, un faggio ed un corso d'acqua sottostante racchiusi da due rami di felce legati in decusse da un nastrino con su scritto Comune di Brognaturo. Statuto comunale Gonfalone: drappo di bianco al bordo di azzurro… |           |
|        | Capistrano Di azzurro, al leone rivoltato, d'oro, allumato e linguato di rosso, accompagnato in capo da tre stelle di otto raggi, d'oro, male ordinate. Ornamenti esteriori da comune Gonfalone: Drappo di giallo bordato di rosso… |           |
|        | Cessaniti d'azzurro, al bue pezzato di nero fermo su campagna di verde e addestrato da una pecora bianca pascolante; nel capo tre spighe di grano al naturale ordinate in fascia. Ornamenti esteriori da Comune D.P.R. del 27 ottobre 1965 Gonfalone: Drappo di azzurro… |           |
|        | Dasà D'oro, all'olivo sradicato di verde, al capo partito, nel primo d'azzurro alla croce del Calvario d'oro, nel secondo di rosso all'aquila bicipite d'argento. Ornamenti esteriori da comune. Gonfalone: Drappo partito di rosso e di azzurro con al centro lo stemma del comune |           |
|        | Dinami Di rosso a tre monti di verde emergenti dall'acqua al naturale, alla scritta disposta nei tre lati superiori: "Universitas terrae Soreti". Ornamenti esteriori da comune Gonfalone: drappo partito di rosso e di verde… |           |
|        | Drapia Troncato semipartito, nel PRIMO, di rosso, è raffigurata una spada che si incrocia con una scimitarra saracena; nel SECONDO, di azzurro, cinque spighe d'oro legate di rosso; nel TERZO in campo di cielo, è raffigurata, in verde, una collina. Gonfalone: drappo delle dimensioni di due metri di altezza e di un metro di larghezza, di giallo con la bordatura di verde, riccamente ornato di ricami d'argento e caricato dello stemma comunale con la iscrizione, convessa verso l'altro e di argento, della denominazione del comune. Le parti di metallo ed i cordoni saranno argentati. L'asta verticale sarà ricoperta di velluto dei colori del drappo, alternati, con bullette argentate poste a spirale. Cravatta tricolore |           |
|        | Fabrizia D'argento, ai due faggi di verde, fustati al naturale, nodriti nelle due colline di verde, fondate in punta, i fusti dei faggi attraversanti la foglia di sega, d'oro, posta in banda abbassata, uscente dai fianchi dello scudo, dentata su entrambi i lati di cinquanta pezzi, ventisei centrali, dodici a destra, dodici a sinistra. Ornamenti esteriori da comune. D.P.R. del 10 dicembre 1990 Gonfalone: Drappo partito di giallo e di verde riccamente ornato di ricami d’argento e caricato dello stemma sopra descritto con la iscrizione centrata in argento, recante la denominazione del Comune. Le parti di metallo ed i cordoni saranno argentati; l’asta verticale sarà ricoperta di velluto dei colori del drappo, alternati, con bullette argentate poste a spirale. Nella freccia sarà rappresentato lo stemma del Comune e sul gambo inciso il nome. Cravatta con nastri tricolorati dai colori nazionali frangiati d'argento. D.P.R. del 10 dicembre 1990              |           |
|        | Filadelfia D'azzurro, a tre monti al naturale di verde fondati in punta; sormontati dalla fede composta da una mano guantata e una di carnagione vestite al naturale, a tre stelle d'oro male ordinate in capo. |           |
|        | Filandari Scudo fondato in punta, inquartato: nel PRIMO, su sfondo blu, una cornucopia; nel SECONDO, su sfondo bianco, un vaso nero; nel TERZO, su sfondo rosso, una pecora; nel QUARTO, su sfondo giallo, un caprone |           |
|        | Filogaso D'azzurro, alla torre d'argento e merlata di cinque. In basso, ai lati, due colli d'argento; in alto, tre stelle ordinate, dorate a cinque raggi. Ornamenti esteriori da comune. Gonfalone: drappo di rosso… |           |
|        | Francavilla Angitola D'argento, al castello di rosso, murato di nero, di due palchi, il primo aperto del campo, il secondo aperto e finestrato di due del campo e merlato di sei alla guelfa, torricellato di un pezzo centrale merlato di quattro alla guelfa, aperto di due feritoie rotonde una accanto all'altra del campo, il tutto fondato su di un mare al naturale d'azzurro, fluttuoso. Ornamenti esteriori da comune. Gonfalone:Drappo troncato di azzurro e di rosso… |           |
|        | Francica d'azzurro, riporta un albero e una torre posti su un prato verde fondato in punta. Ornamenti esteriori da comune. |           |
|        | Gerocarne semitroncato partito: il PRIMO, di rosso, alla mitria vescovile, d'oro, con le infule dello stesso, ondeggianti all'ingiù, la mitria ornata da rubini, di rosso; il SECONDO, di azzurro, alla pignatta, d'oro, con le due anse poste a sinistra; il TERZO, d'oro, al cavallo spaventato, di nero, allumato di rosso. Ornamenti esteriori da Comune. Regio decreto del 7 giugno 1943, № 652. Gonfalone: Drappo di giallo con la bordatura di azzurro, riccamente ornato di ricami d'argento e caricato dallo stemma sopra descritto con la iscrizione centrata in argento recante la denominazione del Comune |           |
|        | Ionadi trinciato da una banda ristretta di rosso: il primo d'azzurro ad un destrocherio tenente nel palmo della mano una colomba d'argento; il tutto sormontato da una cometa d'oro caricata dalle lettere A M intrecciate in caratteri maiuscoli di nero; il secondo di verde, al rudere di un tempio ionico al naturale, sormontato da una cornucopia d'oro piena di viole. Gonfalone: Drappo troncato di rosso e d'azzurro riccamente ornato di ricami d'argento e caricato dello stemma comunale con la iscrizione centrata in argento: Comune di Jonadi; Le parti di metallo ed i cordoni sono argentati. L'asta verticale è ricoperta di velluto dei colori del drappo, alternati, con bullette argentate poste a spirale. Nella freccia sarà rappresentato lo stemma del Comune e sul gambo il nome. Cravatta e nastri tricolori dai colori nazionali frangiati d'argento |           |
|        | Joppolo su fondo dorato, un castello a tre torri in mattoni blu, ai lati quattro rose (due a destra e due a sinistra). Ornamenti esteriori da comune. Gonfalone: Drappo grigio, riccamente ornato di ricami d'argento e caricato dello stemma comunale con l'iscrizione centrata in oro "Comune di Joppolo". Le parti di metallo e i cordoni sono argentati. Cravatta e nastri tricolorati dai colori nazionali frangiati d'argento. |           |
|        | Limbadi Semitroncato partito: nel primo, d'oro, al grappolo d'uva di porpora, unito al tralcio di verde, posto in fascia, pampinoso di due, dello stesso; nel secondo, di azzurro, all'albero di ulivo di verde, fruttato di otto, di nero, fustato al naturale, nodrito nella pianura diminuita, di verde; nel terzo, di rosso, al leone d'oro, allumato di rosso. Gonfalone: Drappo partito di rosso e di azzurro, riccamente ornato di ricami d'argento e caricato dallo stemma comunale con la iscrizione centrata in argento, recante la denominazione del Comune. Le parti di metallo ed i cordoni saranno argentati. L'asta verticale sarà ricoperta di velluto dei coloni del drappo, alternati con bullette argentate poste a spirala. Nella freccia sarà rappresentato lo stemma del Comune e sul gambo inciso il nome. Cravatta con nastri tricolorati dai colori nazionali frangiati d'argento.                                                                                        |           |
|        | Maierato |           |
|        | Mileto corona dalla cui base si diramano due fiumi contenenti la scritta " Militen Civitas" e confluenti nella punta, che racchiudono una "M" gotica sormontata da corona con crocetta su fondo azzurro. |           |
|        | Mongiana campo di cielo, al monte di tre cime di verde, movente dalla punta, sormontato da una lancia al naturale, posta in fascia. Ornamenti esteriori da comune. R.D. del 23 agosto 1929, RR.LL.PP. del 26 giugno 1930 |           |
|        | Monterosso Calabro d'azzurro a una torre merlata chiusa, sormontata da una stella d'argento raggiata di sei e accostata dalle lettere maiuscole in carattere romano di nero M R. Ornamenti esteriori da comune. |           |
|        | Nardodipace |           |
|        | Nicotera D'oro, al castello azzurro torricellato di tre pezzi, quello centrale più elevato, tutti merlati di cinque alla guelfa. Segni esteriori da Città. D.P.R. del 3 giugno 1986 Gonfalone: drappo di azzurro… |           |
|        | Parghelia Su fondo azzurro, due torri che si specchiano nel mare. In alto, al centro, un sole. Ornamenti esteriori da Comune. Gonfalone: drappo di bianco… |           |
|        | Pizzo Raffigura San Giorgio a cavallo che uccide un drago ed un castello a tre torri. D.C.G del 2 luglio 1936 Gonfalone: D.C.G del 2 luglio 1936 |           |
|        | Pizzoni Fondato in punta, raffigura un grappolo d'uva attraversato da due fiumi. Sotto la scritta "Pizzoni". Ornamenti esteriori da comune. Gonfalone: drappo di azzurro… |           |
|        | PoliaIn alto a sinistra un tempio greco con olivo rappresenta la frazione Menniti, in alto a destra una torre merlata sostenuta da due leoni rappresenta la frazione Poliolo, in basso a sinistra una falce di luna e tre colli rappresentano la frazione Trecroci, in basso a destra un faggio, la cresta del bosco montagna, un torrente ed una rocca da filare rappresentano la frazione Cellia. |           |
|        | Ricadi Semipartito troncato: nel PRIMO, d'argento, all'orcio da olio, munito di due manici, al naturale; nel SECONDO, di rosso, ai quattro bisanti d'oro posti uno, due, uno; nel TERZO, campo di cielo, allo sciabecco al naturale, munito di tre vele d'argento, con la prora volta verso il fianco sinistro, vogante sul mare d'azzurro. Ornamenti esteriori da Comune. Gonfalone: Drappo partito di rosso e di bianco, riccamente ornato di ricami d'argento e caricato dello stemma con l'iscrizione centrata in argento "Comune di Ricadi". Le parti di metallo e i cordoni sono argentati. Cravatta e nastri tricolorati dai colori nazionali frangiati d'argento. |           |
|        | Rombiolo D'oro all'olivo di verde, fruttato d'argento, nodrito della campagna di verde, addestrato da quattro spighe di frumento d'azzurro, la più vicina al tronco dell'olivo attraversata dall'agnello rivoltato, pascente, d'argento; e sinistrato dalla vacca di bianco, pezzata di nero. D.P.R. 29 ottobre 1983 |           |
|        | San Calogero Ghirlanda di alloro, quercia che lega i tralci, corona turrita a nove torri, fasce colore azzurro e rosse con mucca a rilievo. Gonfalone: drappo di azzurro… |           |
|        | San Costantino Calabro D'azzurro, all'olivo di verde, fustato al naturale, fruttato di nero, nodrito nella campagna di verde, caricata a sinistra dalla colonna scanalata, spezzata, con capitello ionico, posta in sbarra riccamente abbassata, d'argento. Ornamenti esteriori da Comune. D.P.R. del 17 maggio 1989. Gonfalone: Drappo di bianco riccamente ornato di ricami d'argento e caricato dello stemma sopra descritto con la iscrizione centrata in argento, recante la denominazione del Comune. Le parti di metallo ed i cordoni sono argentati. L'asta verticale è ricoperta di velluto bianco, con bullette argentate poste a spirale. Nella freccia è rappresentato lo stemma del Comune e sul gambo inciso il nome: Cravatta con nastri tricolorati dai colori nazionali frangiati d'argento. |           |
|        | San Gregorio d'Ippona Semipartito troncato: il primo, di verde, alle sette spighe di grano, d'oro, impugnate, legate di rosso; il secondo, di rosso, al cavallo inalberato, di argento; il terzo, di azzurro, alla chiesa di Santa Ruba, d'oro, vista dalla parte absidale e in prospettiva, l'abside posta a sinistra, fondata sulla pianura fortemente diminuita di verde. D.P.R. 30 luglio 2001. Gonfalone: Drappo troncato di azzurro e di rosso… |           |
|        | San Nicola da Crissa Troncato: il PRIMO, di azzurro, al libro di rosso, coricato, visto in prospettiva, con il taglio visibile in sbarra, il dorso ornato dal titolo, in fascia, in due righe e in lettere maiuscole d'oro, la prima riga recante CONSILIORUM SIVE, la seconda riga RESPONSORUM JURIS, esso libro sostenente la mitria d'oro, caricata in alto dalla crocetta di rosso, e le tre sferette dello stesso, unite, poste una, due, a destra della mitria, sferette e mitria attraversanti il pastorale d'oro, posto in sbarra abbassata, in parte combaciante con il libro; il SECONDO, di rosso, al vetusto olivo, di verde, fustato al naturale, nodrito in punta. Ornamenti esteriori da Comune. Gonfalone: Drappo di giallo con la bordatura di rosso. D.P.R. del 28 luglio 2005. |           |
|        | Sant'Onofrio di rosso alla figura di Sant'Onofrio, di carnagione, posta di tre quarti, munita di aureola d'oro provvista di diciannove raggi, capelluta e barbuta di nero, vestita con pelli di montone d'argento e di nero, con gli avambracci, le gambe e i piedi ignudi, tenente con entrambe le mani la croce latina d'oro, con il braccio maggiore molto allungato, posta in sbarra, essa figura sinistrata dalla palma di verde, posta in sbarra alzata. Gonfalone: drappo di giallo riccamente ornato di ricami d'argento e caricato dello stemma sopra descritto con la iscrizione centrata in argento recante la denominazione del Comune. Le parti di metallo ed i cordoni saranno argentati. L'asta verticale sarà ricoperta di velluto giallo con bullette argentate poste a spirale. Nella freccia sarà rappresentato lo stemma del Comune e sul gambo inciso il nome. Cravatta con nastri tricolorati dai colori nazionali frangiati d'argento. D.P.C.M. nº 647 del 16 novembre 1988 |           |
|        | Serra San Bruno Gonfalone: drappo partito di bianco e di azzurro… |           |
|        | Simbario |           |
|        | Sorianello |           |
|        | Soriano Calabro Gonfalone: drappo di azzurro… |           |
|        | Spadola Gonfalone: drappo troncato di giallo e di azzurro… |           |
|        | Spilinga |           |
|        | Stefanaconi partito: nel primo d'oro al leone rivoltato, di rosso; nel secondo d'argento all'aquile di nero; al capo di rosso caricato da una corona sostenente cinque fioroni visibili, d'oro. Ornamenti esteriori da comune con foglie di quercia e di olivo. Gonfalone: Drappo partito di bianco e di rosso riccamente ornato di ricami d'argento e caricato dello stemma civico con la iscrizione centrata in argento: Comune di Stefanaconi. Le parti di metallo ed i cordoni sono argentati. L'asta verticale è ricoperta di velluto dei colori del drappo, alternati, con bullette argentate poste a spirale. Nella freccia è rappresentato lo stemma del comune e sul gambo inciso il nome. Cravatta e nastri tricolorati dai colori nazionali frangiati d'argento. D.P.C.M. № 3515 dell'8 settembre 1983, autorizzazione stemma e gonfalone |           |
|        | Tropea Inquadrato, il primo e quarto di azzurro, il secondo e terzo di argento, timbrato della corona reale aragonese. Divisa Storica: "Solo Tropea sub fidelitate remansit". Gonfalone: Drappo d'azzurro… |           |
|        | Vallelonga |           |
|        | Vazzano d'azzurro, riporta un fortino mattonato, merlato, con torre, alla pianura di verde. In alto a destra, una tiara. Ornamenti esteriori da Comune. Gonfalone: drappo azzurro, caricato dello stemma comunale con l'iscrizione in argento: Comune di (in alto) Vazzano (in basso). Le parti di metallo ed i cordoni sono argentati. Nella freccia è rappresentato lo stemma del comune e sul gambo inciso il nome. Cravatta e nastri tricolorati dai colori nazionali frangiati d'argento. |           |
|        | Vibo Valentia scudo partito d'oro e di rosso e al terzo superiore spaccato di azzurro; Nel PRIMO a tre monti di verde, sul medio (quello centrale) più alto un leone rampante lampassato di rosso, di cui una metà di azzurro nel campo d'oro, e l'altra dello stesso nel campo di azzurro; Nel SECONDO ha due corna di amaltea (cornucopie) d'oro colme di frutta dello stesso e un'asta d'argento sostenente sull'estremità una civetta nel campo di azzurro. Scudo timbrato da corona ducale, con la dicitura in basso S.P.Q.V. Gonfalone: drappo troncato di azzurro e di rosso… |           |
|        | Zaccanopoli semitroncato partito: nel PRIMO, di azzurro, al sole d'oro; nel SECONDO, di verde, alle sette spighe di grano d'oro, impugnate, legate di rosso; nel TERZO, di rosso, all'acquasantiera d'argento, effigiata con riferimento a quella esistente nella chiesa della Madonna della Neve, fondata sulla pianura di oro. Ornamenti esteriori da Comune. Gonfalone: drappo partito di rosso e di azzurro, riccamente ornato di ricami d'argento e caricato dello stemma comunale con l'iscrizione centrata in argento "Comune di Zaccanopoli". Le parti di metallo e i cordoni sono argentati. Nella freccia è rappresentato lo stemma del Comune e sul gambo inciso il nome. Cravatta e nastri tricolorati dai colori nazionali frangiati d'argento |           |
|        | Zambrone Semipartito troncato: nel PRIMO, di azzurro, una quercia; nel SECONDO, su pianura di verde, una pianta di arachidi; nel TERZO un veliero nero trialberi con vele bianche. Ornamenti esteriori da Comune. Gonfalone: drappo partito di bianco e di azzurro… |           |
|        | Zungri Su sfondo marrone, riporta alcune grotte affiancate da un albero d'ulivo. Ornamenti esteriori da comune. |           |